# 1986년 구정컵
1986년 구정컵은 홍콩에서 해마다 열리는 구정컵의 4번째 대회이다. 3팀이 참가한 관계로 풀리그 방식으로 진행되어 파라과이가 우승을 차지했다.

## 우승
| 1986년 구정컵 우승    |
| --------------------- |
| 파라과이              |
| 파라과이 첫 번째 우승 |